# Schiffneriolejeunea pulopenangensis
Schiffneriolejeunea pulopenangensis là một loài Rêu trong họ Lejeuneaceae. Loài này được (Gottsche) Gradst. miêu tả khoa học đầu tiên năm 1974.